# Микола Мурані
о. Микола Мурані (1 травня 1911, Березово, нині Хустського району, Закарпатської області — 12 січня 1979, Ужгород) — директор єпископської канцелярії, викладач духовної семінарії, Капітулярний вікарій, Апостольський адміністратор Мукачівської єпархії.

## Біографія
Народився в родині греко-католицького священика Івана Мурані і Лаври Сільвай у селі Березово на Закарпатті. Здобувши у 1928 році середню освіту з відзнакою в Ужгородській реальній гімназії і відчуваючи покликання до духовного життя, поступив в Ужгородську духовну семінарію. Керівництво духовної семінарії направляє двох новоприйнятих богословів Миколу Мурані і Василя Микуляка для продовження навчання закордоном, в м. Страсбург (Франція). Здобувши відповідну теологічну освіту, повернувся додому, проте через молодий вік (20 років) не міг бути рукоположеним, тож єпископ призначає його архіваріусом і секретарем-реєстратором в єпископській канцелярії, де він працював у 1931—1933 роках.

### Рукоположення
17 вересня 1933 року єпископ Мукачівської греко-католицької єпархії Олександр Стойка рукоположив у кафедральному храмі 5 богословів (Бачинського Теодора, Желтвая Юлія, Мустяновича Миколу, Йоана Йосифа Сатмарія ЧСВВ), серед яких був, як такий, що прийняв целібат і Микола Мурані. Свою першу святу Літургію відслужив 21 вересня 1933 року в Ужгородському кафедральному храмі під керівництвом директора єпископської канцелярії о. Олександра Янковича, а святкову проповідь проголосив о.д-р. Людвик Міня, секретар єпископа. Після висвячення працює секретарем єпископської Консисторії, а у 1934—1944 роках — секретарем єпископа. Протягом 1944—1949 років виконував обов'язки секретаря (директора) єпископської канцелярії, одночасно (1945—1948 рр.) викладає церковне право, історію Церкви і грецьку мову в Ужгородській духовній семінарії.
Після підступного вбивства єпископа Мукачівської єпархії Теодора Ромжі (1 листопада 1947 р.). згідно з Церковними законами, члени Консисторії обирають о. Миколу Мурані Капітулярним вікарієм Мукачівської єпархії. Розправившись ще 1945 року з о. Олександром Ільницьким, у 1947 році з єпископом Теодором Ромжею, на початку 1949 року з о. Олександром Хірою, власті зайнялися о. Миколою Мурані. Тепер його стали частіше викликати для розмов і бесід у різні інстанції. Працівники КДБ стали частими «гостями» у нього. Не без їхньої вказівки до о. Миколи був посланий «возз'єднаний» 16 березня 1949 року священик, колишній декан (1937—1949 рр.) Воловецького деканату Стефан Копик з листом-зверненням, в якому від імені 48-ми нижчепідписаних священиків закликалося возз'єднатися з Російською Православною Церквою і бути вікарієм православної єпархії.

### Поневіряння, арешти
Працівники місцевої влади та КДБ разом з православним архиєпископом Макарієм організовують зустріч о. Миколи Муранія з Дрогобицьким єпископом Михайлом Мельником, колишнім вікарієм Перемишлянської Греко-Католицької єпархії. Розмова велась на латинській мові. Із слів єпископа Михаїла відомо, що о. Мурані цікавився тільки питаннями релігійного характеру, а на завершення розмови висунув ряд умов, у випадку виконання яких, він би міг перейти у православ'я. А саме: 1) Щоб над ним не було проведено комедії чину возз'єднання. Він просто подасть заяву, що возз'єднується з православною церквою. 2) Він залишається при католицьких догмах. Буде мати вільні руки, тобто, вільно підбирати, назначати і переміщати священиків. 3) Буде дана гарантія, що жодного священика, який не возз'єднався з Православною Церквою, не буде арештовано. Цю розмову о. Миколи Мурані з єпископом Михаїлом уповноважений ради по справах Руської Православної Церкви при Раді Міністрів СРСР в Закарпатській області Антон Шерстюк характеризував дуже владно і високомірно відчуваючи свою зверхність, вседозволеність і непогрішимість: «Це була промова надзвичайного наглюка, забагато думаючого про свою велич, або дурака, котрий побажав відкрито позбиткуватися над більш розумними людьми, котрі самі дозволили йому це зробити, або промова божевільного, але в будь-якому випадку не нормальної людини». Коли ж стало зрозуміло, що о. Микола Мурані ніколи не погодиться перейти до російського православ'я, голова Закарпатської обласної Ради Туряниця видав розпорядження про передачу Ужгородського кафедрального храму і всіх приміщень, якими користувалось керівництво Мукачівської Греко-Католицької єпархії, з усім рухомим майном Руській Православній Церкві.
На другий день місцева влада разом з працівниками КДБ й охоронцями ввірвались у єпископську палату й намагалися примусити о. Миколу Мурані підписати складене ними послання (яке пізніше було розіслано всім греко-католицьким священикам) такого змісту: 
«Дорогі братя в Христі!
Дня 16. 11. 1949 року по прошенію вірников Катедральный храм в Ужгороді и зданіе Епархіальпого Правленія передані во владініе православної церкви. По сей причині дальшее дійствованіе греко-католицького Правленія перестало и моя діяльность Капитулярного викарія кончилася.
Всечесна Капитула также прекратила своє существованіе.
Прошу сіє приняти к свидінію.
Обильное Божое благословеніе да снидет на Вас, и прося Ваших святых молитв остаюся в Ужгороді. 18-го февраля 1949 года
Брат Ваш в Христі: »
Далі йшли підписи.
Вдало відмітила Галина Посисень у своїй публікації «Як розпинали Унію на Закарпатті», що викликає сумнів, аби о. Микола писав цей «документ», аби людина з вищою духовною освітою, викладач духовної семінарії, людина, яка протягом багатьох років писала й складала ділові папери, могла писати в такому стилі. Отець Стефан Бендас залишив таку згадку про цей «документ»: «Коли я з вікарієм Мурані Миколою в Караганді під час мого „добровільного“ заслання з травня по серпень 1957 року жили під одною стріхою, мали досить часу, щоб обговорити і це питання. Це насправді відбувалось так: коли 16 лютого 1949 року радянські власті зненацька зайняли кафедральний храм і єпископські приміщення, то до їх рук попали єпископські бланки (фірмові бланки) і єпископська печатка. Написали текст і дуже неудачно підписали його, у чому легко можна переконатись зрівнюючи ці підписи з його (о. Муранія) підписом». Як бачимо, що для сталінської тоталітарної влади всі і всякі методи були дозволені для досягнення мети.
Так і не добившись покори, працівники КДБ 24 червня 1949 року заарештовують о. Миколу Мурані і відправляють в Київську тюрму КДБ, так звану «на Короленка», де він перебував протягом 2-х років і 3-х місяців. Проживання в камерах цієї тюрми мало різнилось від камер для смертників. Лише 29 вересня 1951 року о. Миколі Мурані зачитали вирок, і тоді він довідався, що Особливою Нарадою при МДБ СРСР згідно з ст. 54-4 і 54-10 ч. 2 КК УРСР за ворожу і контрреволюційну діяльність проти СРСР і антирадянську агітацію 6 вересня 1950 року засуджений «заочно» на 10 років позбавлення волі з поразкою в правах терміном на 5 років і конфіскацією належного йому майна. Конфіскована була також бібліотека, яка дісталася о. Миколі у спадщину від батька — священика й письменника Івана Мурані. Доля бібліотеки й архіву родини Мурані невідома.
У одній газетній статті є така згадка, що «після арешту сина (тобто о. Миколи Мурані) було конфісковано спадщину о. Івана Мурані й вивезено аж на трьох возах. Рукописи і архів письменника нібито потрапив у Рахів на картонну фабрику». Покарання відбував у таборах ГУЛАГу м. Караганди: Новий Майкодук, Контувка, Тихоновка, Дубовка — у таборах цих селищ його праця використовувалася на різних будівельних роботах. З табору у поселенні Дубовка 1956 року після звільнення поїхав додому. Проте втішатись рідним краєм довелося недовго — разом із Олександром Хірою їх виставляють за межі території УРСР. Вони спочатку їдуть у Литву. Там їм делікатно сповістили, що вони не можуть оселитися тут, бо є така вказівка відповідних органів. Отож вирішили поїхати в Караганду, де мешкало багато виселених німців, поляків, литовців, латвійців, українців… Приїхавши в Караганду 27 січня 1957 року, одразу включилися у душпастирську роботу. Коли до них у травні 1957 р. приїхав о. Стефан Бендас, то вони вже мали організовані римо- і греко-католицькі громади. Отець Микола Мурані часто хворів тут, тому звернувся із заявою до Прокуратури УРСР з проханням дозволити йому поїхати в Ужгород лікуватися. Ні о. Олександр Хіра, ні о. Стефан Бендас не вірили, що ця заява буде задовільнена, й дивувалися із наївності о. Миколи. Проте сталося чудо, бо 23 серпня 1957 року о. Микола одержав дозвіл на виїзд додому в Ужгород.

### Повернення додому
Повернувшись додому, він бере участь у керівництві підпільною Мукачівською Греко-Католицькою єпархією. Приватно навчає молодих священиків, навертає й приймає у лоно Католицької Церкви колишніх греко-католицьких священиків, які у 1949—1950 роках возз'єдналися з російським православ'ям. Римська столиця призначає о. Миколу Мурані Апостольським адміністратором Мукачівської греко-Католицької єпархії у підпіллі. Під час однієї із зустрічей з о. Іваном Семедієм (9 липня 1976 р.) о. Микола Мурані як Апостольський адміністратор заявив, що після його смерті Іван Семедій буде його спадкоємцем. Це так і сталося в день смерті о. Миколи Мурані 12 січня 1979 року. Отець Микола Мурані помер па 68-му році життя і 46-му році свого душпастирства в Ужгороді. Отець Микола Мурані реабілітований 26 квітня 1989 року, як такий, що був засуджений Особливою Нарадою 6 вересня 1950 року.